# Ústava (Platón)

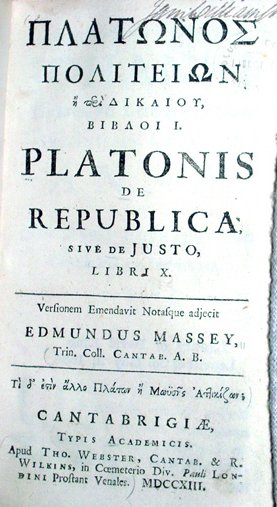
Platónova Ústava, Cambridge 1713

Dialog Ústava (řecky πολιτεία, latinsky De republica – odtud mezinárodně užívané označení Rep), napsaný kolem roku 370 př. n. l., je jedním z vrcholných Platónových děl a jedním z nejdůležitějších a nejslavnějších textů západní filosofie vůbec.
Ústava má formu velice rozsáhlého dialogu, ovšem nepřímého: Sókratés zde vypráví o rozhovoru, jehož se účastnili také Glaukón, Polemarchos, Thrasymachos, Adeimantos, Kefalos a Kleitofón. Má deset knih a hlavním tématem díla je spravedlnost na úrovni jedince i státu, kniha se však dotýká i mnoha dalších oblastí, včetně umění, výchovy, práva, vědy atd. V sedmé knize, věnované hlavně vědám a vzdělávání, je jeden z nejslavnějších Platónových textů, Mýtus o jeskyni (514a-518a). Spolu s jedním z posledních Platónových děl, Zákony, zakládá Ústava zvláštní žánr utopie, myšlenkového experimentu s možnostmi spravedlivého uspořádání lidských společností.
Na Ústavu nějak navazovali téměř všichni velcí filosofové, zejména političtí, ve 20. století tento směr ostře kritizoval Karl Popper. V knize Otevřená společnost a její nepřátelé považuje Platóna spolu s Hegelem za myšlenkové předchůdce moderních totalitních režimů. Jeho kritika ovšem nebere ohled na okolnosti vzniku Ústavy i Zákonů: Platón je psal pod dojmem občanských válek a definitivního rozpadu athénské demokracie, kdy se zdálo, že udržet lidskou společnost pohromadě je téměř nemožné. Popperova kritika možná zasahuje některé moderní Platónovy pokračovatele, ve vztahu k Ústavě je to však anachronismus.[zdroj?]